# Clifton (Peel)
Clifton is een plaats in de regio Peel in West-Australië. Het is een onbewoonde lokaliteit op een smalle landengte tussen Lake Clifton en het nationaal park Yalgorup in het oosten, en de Indische Oceaan in het westen.
De plaats ligt nabij de van de Highway 1 deel uitmakende 'Old Coast Road', 140 kilometer ten zuidzuidwesten van de West-Australische hoofdstad Perth, 75 kilometer ten noorden van Bunbury en 75 kilometer ten zuidwesten van het centrum van Mandurah.
Clifton maakt deel uit van het lokale bestuursgebied (LGA) City of Mandurah, waarvan Mandurah de hoofdplaats is.
Tijdens de volkstelling van 2021 telde Clifton geen inwoners.
De Nyungah noemden de streek 'Koolijerrenup'. Clifton werd naar 'Lake Clifton' vernoemd. Het meer is naar Marshall Walter Clifton (1787–1861) vernoemd. Clifton was 'Chief Commissioner' van de 'Western Australian Land Company'-nederzetting Australind en parlementslid.

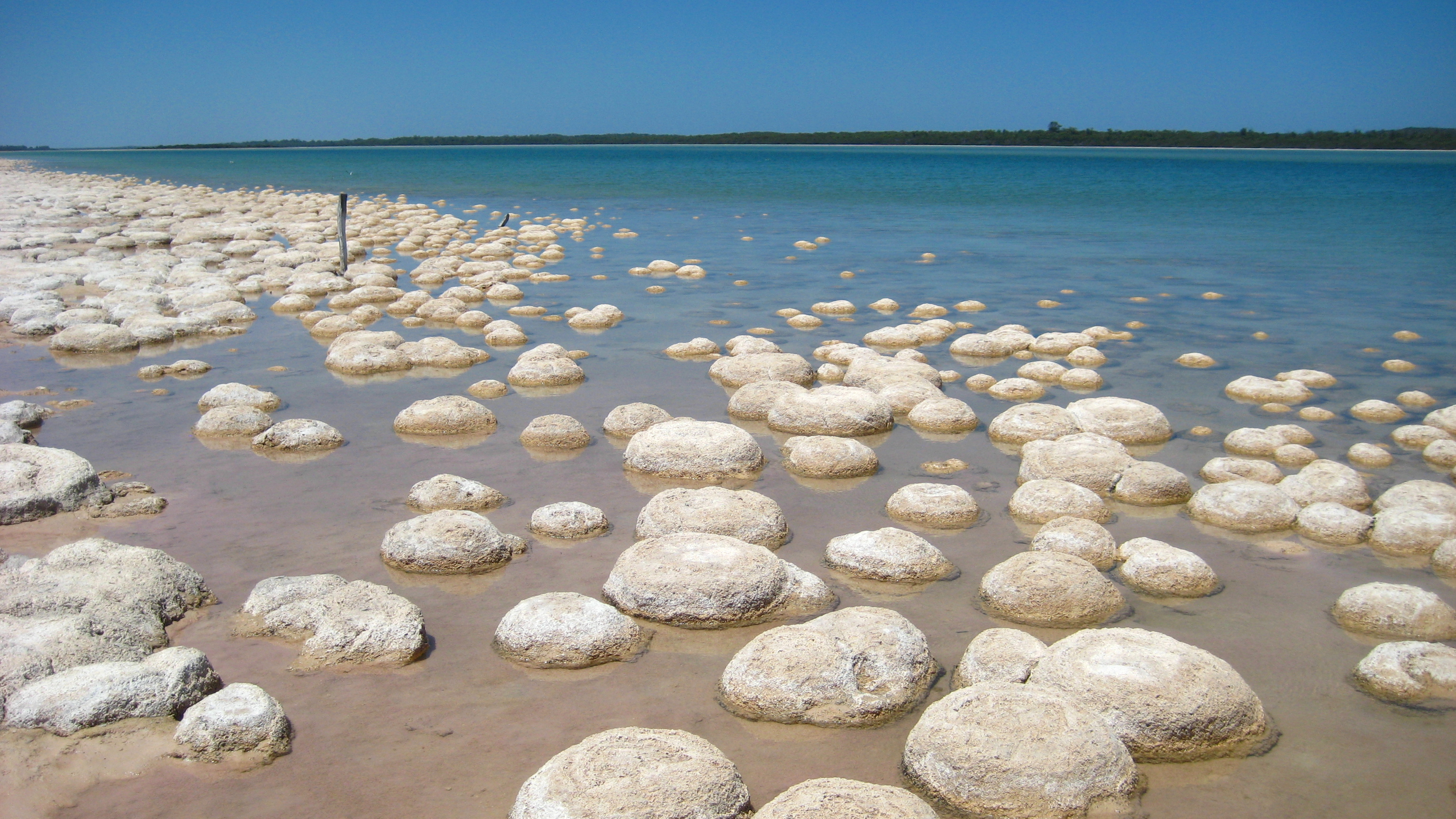
thrombolieten in 'Lake Clifton'

Banksiadale · Barragup · Birchmont · Blythewood · Boddington · Bouvard · Carcoola · Chadoora · Clifton · Coodanup · Coolup · Crossman · Dawesville · Dudley Park · Dwellingup · Erskine · Etmilyn · Fairbridge · Falcon · Furnissdale · Greenfields · Halls Head · Hamel · Herron · Holyoake · Inglehope · Kooljerrenup · Lake Clifton · Lakelands · Lower Hotham · Madora Bay · Mandurah · Marradong · Marrinup · Meadow Springs · Meelon · Mount Cooke · Mount Wells · Myara · Nambeelup · Nanga Brook · Nirimba · North Dandalup · North Yunderup · Oakley · Parklands · Pinjarra · Point Grey · Preston Beach · Quindanning · Ranford · Ravenswood · San Remo · Silver Sands · Solus · South Yunderup · Stake Hill · Teesdale · Wagerup · Wannanup · Waroona · West Coolup · West Pinjarra · Whittaker · Wuraming